# Botwin
Botwin (staroang. Botwine lub Bothwin; zm. 785 lub 786) – nortumbryjski opat klasztorów  w Peterborough i Ripon oraz święty Kościoła katolickiego.